# WTA Tour Championships 2000
| Prijzengeld en WTA-punten \| Resultaat \| Prijzengeld \| WTA-punten \| \| ------------ \| ----------- \| ---------- \| \| winnares \| $ 500.000 \| 390 \| \| finale \| $ 250.000 \| 273 \| \| halve finale \| $ 125.000 \| 175 \| \| tweede ronde \| $ 65.000 \| 97 \| \| eerste ronde \| $ 30.000 \| 54 \| |             |            |
| Resultaat | Prijzengeld | WTA-punten |
| winnares | $ 500.000   | 390        |
| finale | $ 250.000   | 273        |
| halve finale | $ 125.000   | 175        |
| tweede ronde | $ 65.000    | 97         |
| eerste ronde | $ 30.000    | 54         |

De WTA Tour Championships (officieel Chase Championships) van 2000 vonden plaats van 13 tot en met 19 november 2000 in de Amerikaanse stad New York. Het was de dertigste editie van het toernooi. Er werd gespeeld op overdekte tapijtbanen in de Madison Square Garden.
De Zwitserse Martina Hingis won de titel zowel in het enkel- als in het dubbelspel.

## Enkelspel
Vijf gekwalificeerde speelsters hadden zich afgemeld:
- Venus Williams wegens bloedarmoede,
- Serena Williams wegens een voetblessure,
- Mary Pierce wegens een handblessure,
- Amélie Mauresmo wegens een beenblessure,
- Anke Huber wegens een polsblessure.

Titelverdedigster Lindsay Davenport was het tweede reekshoofd. Zij strandde al in de eerste ronde.
Het eerste reekshoofd, Martina Hingis uit Zwitserland, won het toernooi. In de finale versloeg zij de als derde geplaatste Amerikaanse Monica Seles in drie sets, met een tiebreak in de eerste set. Hingis wist voor de tweede keer de WTA Tour Championships op haar naam te schrijven, na een eerdere overwinning in 1996. Het was haar 35e WTA-titel, de negende van het jaar 2000. Zij won US$ 500.000 prijzengeld op dit toernooi.
De Belgische Kim Clijsters versloeg de als vijfde geplaatste Spaanse Arantxa Sánchez Vicario, en bereikte zo de tweede ronde – daarin werd zij uitgeschakeld door Russin Jelena Dementjeva.
Er waren geen Nederlandse deelneemsters.

### Geplaatste speelsters
| Nr. | Speelster               | Rang | Resultaat    | Uitgeschakeld door |
| --- | ----------------------- | ---- | ------------ | ------------------ |
| 1.  | Martina Hingis          | 1    | winnares     | winnares           |
| 2.  | Lindsay Davenport       | 2    | eerste ronde | Jelena Dementjeva  |
| 3.  | Monica Seles            | 4    | finale       | Martina Hingis     |
| 4.  | Conchita Martínez       | 5    | tweede ronde | Anna Koernikova    |
| 5.  | Arantxa Sánchez Vicario | 8    | eerste ronde | Kim Clijsters      |
| 6.  | Nathalie Tauziat        | 9    | tweede ronde | Martina Hingis     |
| 7.  | Anna Koernikova         | 10   | halve finale | Martina Hingis     |
| 8.  | Chanda Rubin            | 11   | eerste ronde | Amanda Coetzer     |

### Toernooischema

Winnaressen Anna Koernikova (li) en Martina Hingis.

| Legenda | Legenda                  |
| ------- | ------------------------ |
| Q       | Qualifier                |
| WC      | Deelname via wildcard    |
| LL      | Lucky Loser              |
| r       | Opgave / trok zich terug |
| w/o     | Walk-over                |
| Alt     | Alternate                |
| SE      | Special Exempt           |
| PR      | Protected Ranking        |
| d       | Diskwalificatie          |

| eerste ronde | eerste ronde            | eerste ronde | eerste ronde | eerste ronde |  |   | tweede ronde      | tweede ronde      | tweede ronde | tweede ronde | tweede ronde |  |  | halve finale | halve finale      | halve finale | halve finale | halve finale |  |  | finale | finale         | finale | finale | finale |
|              |                         |              |              |              |  |   |                   |                   |              |              |              |  |  |              |                   |              |              |              |  |  |        |                |        |        |        |
| 1            | Martina Hingis          | 6            | 6            |              |  |   |                   |                   |              |              |              |  |  |              |                   |              |              |              |  |  |        |                |        |        |        |
|              | Julie Halard            | 2            | 3            |              |  |   | 1                 | Martina Hingis    | 6            | 62           | 6            |  |  |              |                   |              |              |              |  |  |        |                |        |        |        |
|              | Amy Frazier             | 3            | 2            |              |  | 6 | Nathalie Tauziat  | 1                 | 7            | 2            |              |  |  |              |                   |              |              |              |  |  |        |                |        |        |        |
| 6            | Nathalie Tauziat        | 6            | 6            |              |  |   |                   |                   |              |              |              |  |  | 1            | Martina Hingis    | 7            | 6            |              |  |  |        |                |        |        |        |
| 4            | Conchita Martínez       | 2            | 6            | 6            |  |   |                   |                   |              |              |              |  |  | 7            | Anna Koernikova   | 62           | 2            |              |  |  |        |                |        |        |        |
|              | Jelena Lichovtseva      | 6            | 4            | 3            |  |   | 4                 | Conchita Martínez | 4            | 0            |              |  |  |              |                   |              |              |              |  |  |        |                |        |        |        |
|              | Jennifer Capriati       | 4            | 3            |              |  | 7 | Anna Koernikova   | 6                 | 6            |              |              |  |  |              |                   |              |              |              |  |  |        |                |        |        |        |
| 7            | Anna Koernikova         | 6            | 6            |              |  |   |                   |                   |              |              |              |  |  |              |                   |              |              |              |  |  | 1      | Martina Hingis | 65     | 6      | 6      |
| 8            | Chanda Rubin            | 2            | 1            |              |  |   |                   |                   |              |              |              |  |  |              |                   |              |              |              |  |  | 3      | Monica Seles   | 7      | 4      | 4      |
|              | Amanda Coetzer          | 6            | 6            |              |  |   |                   | Amanda Coetzer    | 3            | 4            |              |  |  |              |                   |              |              |              |  |  |        |                |        |        |        |
|              | Sandrine Testud         | 3            | 4            |              |  | 3 | Monica Seles      | 6                 | 6            |              |              |  |  |              |                   |              |              |              |  |  |        |                |        |        |        |
| 3            | Monica Seles            | 6            | 6            |              |  |   |                   |                   |              |              |              |  |  | 3            | Monica Seles      | 6            | 7            |              |  |  |        |                |        |        |        |
| 5            | Arantxa Sánchez Vicario | 5            | 4            |              |  |   |                   |                   |              |              |              |  |  |              | Jelena Dementjeva | 1            | 64           |              |  |  |        |                |        |        |        |
|              | Kim Clijsters           | 7            | 6            |              |  |   |                   | Kim Clijsters     | 4            | 6            | 4            |  |  |              |                   |              |              |              |  |  |        |                |        |        |        |
|              | Jelena Dementjeva       | 3            | 7            | 6            |  |   | Jelena Dementjeva | 6                 | 2            | 6            |              |  |  |              |                   |              |              |              |  |  |        |                |        |        |        |
| 2            | Lindsay Davenport       | 6            | 67           | 4            |  |   |                   |                   |              |              |              |  |  |              |                   |              |              |              |  |  |        |                |        |        |        |

| Prijzengeld en WTA-punten \| Resultaat \| Prijzengeld (per team) \| WTA- punten \| \| ------------ \| ---------------------- \| ----------- \| \| winnaressen \| $ 200.000 \| 390 \| \| finale \| $ 100.000 \| 273 \| \| halve finale \| $ 50.000 \| 175 \| \| eerste ronde \| $ 25.000 \| 54 \| |                        |             |
| Resultaat | Prijzengeld (per team) | WTA- punten |
| winnaressen | $ 200.000              | 390         |
| finale | $ 100.000              | 273         |
| halve finale | $ 50.000               | 175         |
| eerste ronde | $ 25.000               | 54          |

## Dubbelspel
Het eerste reekshoofd, Julie Halard-Decugis en Ai Sugiyama, strandde al in de eerste ronde.
De als tweede geplaatste titelverdedigsters Martina Hingis en Anna Koernikova wonnen het toernooi. In de finale versloegen zij het ongeplaatste koppel Nicole Arendt en Manon Bollegraf in twee sets. Het was hun negende gezamenlijke titel. De Zwitserse Hingis had daarnaast 24 dubbelspeltitels met andere partners; Russin Koernikova drie.
Het Belgische duo Els Callens en Dominique Van Roost versloeg het eerste reekshoofd, en bereikte zo de halve finale – daarin moesten zij de duimen leggen voor Nicole Arendt en Manon Bollegraf.
Finaliste Bollegraf was de enige Nederlandse deelneemster.

### Geplaatste teams
| Nr. | Team                                | Rang | Resultaat    | Uitgeschakeld door              |
| --- | ----------------------------------- | ---- | ------------ | ------------------------------- |
| 1.  | Julie Halard-Decugis Ai Sugiyama    | 3    | eerste ronde | Els Callens Dominique Van Roost |
| 2.  | Martina Hingis Anna Koernikova      | 7    | winnaressen  | winnaressen                     |
| 3.  | Lisa Raymond Rennae Stubbs          | 11   | halve finale | Martina Hingis Anna Koernikova  |
| 4.  | Virginia Ruano Pascual Paola Suárez | 17   | eerste ronde | Nicole Arendt Manon Bollegraf   |

### Toernooischema
| Legenda | Legenda                  |
| ------- | ------------------------ |
| Q       | Qualifier                |
| WC      | Deelname via wildcard    |
| LL      | Lucky Loser              |
| r       | Opgave / trok zich terug |
| w/o     | Walk-over                |
| Alt     | Alternate                |
| SE      | Special Exempt           |
| PR      | Protected Ranking        |
| d       | Diskwalificatie          |